# 便西拉智訓
《便西拉智訓》，或稱《西拉書》，或譯作《德訓篇》，成書期大約在公元前180年到前175年間，它屬於天主教和東正教《舊約聖經》的一部分，但不包括在新教的《舊約聖經》裡。在猶太人的重要經典《塔木德》及其他拉比文學裡，它被引用過幾次。這篇書在公元後與其他次經一同被收錄在希臘語的七十士譯本中，並被天主教及東正教接納為正典的一部分。不過，大多數新教教會都拒絕接納本書篇為正典，視為次經。

## 作者
《便西拉智訓》的作者是耶穌·便·西拉，他是一位生活在耶路撒冷的犹太人，估计他在亚历山大港建立了他的学校，并在那里著作了《便西拉智訓》。他的原作是用希伯来语写的，他生活在埃及的孙子将它翻译为希腊语，并添加了一个前叙。
在希腊语的文本中作者被称为“耶路撒冷的西拉赫之子耶稣”。萨阿迪亚·果昂的文本中称作者为“埃尔·阿扎·本·西拉的儿子耶稣瓦的儿子西蒙”，另一个希伯来语文本中的称呼类似。还有一个文本中将耶稣瓦和西蒙之间的位置颠倒了。还有一个文本中称之为“西蒙的儿子耶稣瓦，姓巴·阿西拉”。阿西拉意为囚徒，与西拉同词。估计作者的真实名字是埃利亚扎·本·西拉之子西蒙之子耶稣瓦。
姓氏西拉在亚拉姆语中意为刺。
按希腊语版的说法（不过叙利亚版没有这个说明）作者游历甚多，而且往往是冒生命危险周游各处。在一个篇章中他描述他所经历的各种危险，但这些描写也许只是仿造赞美诗写的。在希腊语版中他还描写一个埃及国王（可能是托勒密王朝的某国王）对他的威胁，但是在希伯来语和叙利亚版中没有这段文字。从这些文字中的分析所提供的唯一的可靠的信息是作者是一个学者，他的作品完全违反当时的法律。

## 成作时期
一般认为《便西拉智訓》的前言是最早的已知的预言书的正典，因此其成书时期非常重要。
希腊译者的前叙中称自己为作者的孙子，并称他是在“欧尔盖特斯”（便西拉智訓）统治第38年到达埃及的。托勒密王朝只有两个国王带这个名字，其中托勒密三世只统治了25年（从前247年至前222年），因此这位国王应该是前170年登基的托勒密八世。托勒密八世与他的兄弟同时登基，但很快就成为独立的统治者。从前146年至前117年他是埃及的主宰者，因此从其登基开始算译者应该是在前132年到达埃及的。
考虑到平均两代人之间的时间距离，则本·西拉应该是前2世纪的前30年的人物。在《便西拉智訓》中提到一个大祭司西蒙的葬礼，大多数学者认为这里指的是第二位名为西蒙的大祭司（前196年逝世）。书中没有提到从前175年至前172年发生的争夺大祭司位的斗争以及前168年安条克四世对犹太人的迫害。
本·西拉的孙子到达埃及、翻译和编辑《便西拉智訓》时在耶路撒冷西蒙的后代已经肯定在一场长久的斗争后失去了大祭司的地位。在比较希伯来语和希腊语的版本时可以明显看出译者将对西蒙的祈祷改变了，将这篇祈祷扩展了。

## 内容
《便西拉智訓》收集了道德教条。因此它像《箴言》，只不过这里只有一个作者，而不是一个权威机构从不同来源收集的教条。有人因此认为本·西拉并非作者，而只不过是编辑者而已。
《便西拉智訓》中的教条适用于任何情况，既适用于父母，也适用于孩子，即适用于丈夫，也适用于妻子，适用于年轻人、年长人、朋友、穷人、富人。其中许多是礼貌规则，更多是关于对自己和对别人（尤其是对穷人）、对社会和对国家、尤其是对上帝的义务的规劝和建议。这些规劝以诗歌的形式列出，按其外部的形式组织。每段的开始是对智慧的祈祷，这个祈祷既是引入，也是各个章节之间的标志。
本·西拉认为智慧就是敬畏天主。在他认为，智慧与摩西的律法是一致的。诗歌的表达方法非常精确，并以生动的比喻来描绘。这些比喻显示了对人内心的洞察、生活的失望、穷人和受逼迫者的怜悯及对妇女的深刻怀疑。
如同《傳道書》，在《便西拉智訓》裡也是两个势力之间的斗争：传统的道德和信仰和新的享乐主义。当然传统的道德和信仰是比较强的、正确的一方。偶尔本·西拉也抨击他认为危险的理论，比如天主的怜悯抹除所有罪恶的说法，或者人没有自由意志的说法，或者天主对人的所作所为无动于衷、对美德没有报酬的说法。这些驳斥有时相当长。
串通这些道德教条的是对天主的祈祷，请祂聚集以色列人的子孙、完成先知的预言、怜悯祂的圣殿和百姓。结尾是对上帝的赞美，说祂的智慧在祂的功绩和整个以色列的历史中显示出来了。最后是作者的签名和两首颂歌。

### 对犹太教神事的影响
在犹太教神事中有两个重要部分使用《便西拉智訓》为基础。祈祷书以一首中世纪犹太诗和《便西拉智訓》为基础作为贖罪節的神事中的一首诗。近来学者认为《便西拉智訓》是犹太教最重要的祈祷（立祷）的基础，它显然为许多立祷祈祷提供了词汇和概括。